# Учасники російсько-української війни Г — Ґ
Учасники російсько-української війни, прізвища яких починаються з літери Г або Ґ:

## Габ— Ган
1. Габа Микола Іванович[1][2]
2. Габінет Олег Миколайович
3. Габінет Руслан Олександрович
4. Габорак Олег Васильович
5. Габрильчук Віталій Васильович
6. Габчак Іван Миколайович
7. Гавва Андрій Віталійович
8. Гавель Олексій Вікторович
9. Гавеля Богдан Васильович
10. Гавеля Геннадій Петрович
11. Гавецький Андрій Юрійович
12. Гаврик Андрій Юрійович
13. Гаврик Максим Степанович
14. Гавриленко Володимир Михайлович (військовик)
15. Гавриленко Іван Михайлович
16. Гавриленко Ігор Віталійович
17. Гавриленко Роман Миколайович
18. Гавриленко Сергій Анатолійович
19. Гаврилів Богдан Миронович
20. Гаврилов Валерій Васильович
21. Гаврилов Володимир Володимирович
22. Гаврилюк Анатолій Петрович (військовик)
23. Гаврилюк Андрій Петрович
24. Гаврилюк Едуард Назарович
25. Гаврилюк Ігор Володимирович
26. Гаврилюк Ігор Євгенович
27. Гаврилюк Микола Миколайович
28. Гаврилюк Павло Валерійович
29. Гаврилюк Павло Петрович
30. Гаврилюк Роман Володимирович
31. Гаврилюк Роман[3]
32. Гаврилюк Сергій Вікторович
33. Гаврилюк Сергій Євгенович
34. Гаврилюк Ярослав Олександрович
35. Гавриляк Андрій Степанович
36. Гавриляк Остап Богданович
37. Гаврисюк Вадим Васильович
38. Гавриш Олексій Михайлович
39. Гавриш Ростислав Ігорович
40. Гавриш Станіслав Михайлович
41. Гавришишин Ігор Васильович
42. Гавришук Олександр Михайлович
43. Гаврищук Микола Олегович
44. Гаврищук Олег Васильович
45. Гаврік Сергій Юрійович
46. Гавріков Микола Євгенович
47. Гавріш Володимир Іванович
48. Гаврюшин Денис Юрійович
49. Гаврюшин Євген Володимирович
50. Гавщук Валерій Володимирович
51. Гавянець Ярослав Мирославович
52. Гага В'ячеслав Олегович
53. Гадайчук Валерій Вікторович
54. Гадевич Юрій Ярославович
55. Гаделія Таріел Гівійович
56. Гадуп'як Петро Петрович
57. Гаєвой Микола[4]
58. Гажур Олександр Анатолійович
59. Газюк Іван Ярославович
60. Гаїцький Олександр Володимирович
61. Гай Іван Сергійович
62. Гайванюк Богдан Сергійович
63. Гайда Денис Ростиславович
64. Гайда Іван Михайлович
65. Гайда Ярослав Михайлович
66. Гайдабрус Сергій Миколайович
67. Гайдаєнко Руслан Іванович
68. Гайдай Андрій Сергійович
69. Гайдай Михайло Анатолійович
70. Гайдаржи Ілля Трифонович
71. Гайденко Олександр Олександрович
72. Гайдешко Олександр Анатолійович
73. Гайдін Вадим Олексійович
74. Гайдук Ілля Віталійович
75. Гайдук Марко Володимирович
76. Гайдук Микола Миколайович
77. Гайдешко Олександр Анатолійович
78. Гайдук Ілля Віталійович
79. Гайдук Роман Володимирович
80. Гайдук Сергій Анатолійович
81. Гайдук Степан Володимирович
82. Гайдук Тарас Степанович
83. Гайдуцький Сергій Михайлович
84. Гайдучик Дмитро Сергійович
85. Гайка Артур Анатолійович
86. Гайковий Роман Іванович
87. Гайовий Василь Михайлович
88. Гайковський Сергій Анатолійович
89. Гайовчик Микола Миколайович
90. Гайтанжи Антон Олексійович
91. Гайченко Олександр Анатолійович
92. Гайченко Сергій Валерійович
93. Гайченя Микола Борисович
94. Гайченя Олександр Вікторович
95. Гакало Сергій Іванович
96. Галаган Володимир Дмитрович
97. Галаган Григорій Анатолійович
98. Галай Андрій Миколайович
99. Галайко Владислав Юрійович
100. Галайчук Леонід Леонідович
101. Галас Роман Євгенович
102. Галась Микола Миколайович
103. Галактіонов Максим Євгенович
104. Галатюк Олег Миколайович
105. Галачинський Богдан Русланович
106. Галаш Сергій Ігорович
107. Галва В'ячеслав Анатолійович
108. Галенко Олександр Володимирович
109. Галигін Володимир Васильович
110. Галицький Євген Олександрович
111. Галицький Микола Миколайович
112. Галімський Петро Петрович
113. Галінічев Максим Олександрович
114. Галішак Микола Степанович
115. Галка Дмитро Валентинович[5]
116. Галушка Артур Аркадійович
117. Галушка Євген Анатолійович
118. Галушка Іван Васильович
119. Галушкін Олександр Миколайович
120. Галушкін Юрій Алімович
121. Галущенко Андрій Вікторович
122. Галущинський Олександр Леонідович
123. Гальцов Дмитро Олександрович
124. Галян Сергій Володимирович
125. Галянт Віталій Ігорович
126. Галяс Олександр Євгенович[6]
127. Гамарник Олександр Михайлович
128. Гамбаров Сабір Ельшанович
129. Гаменко Олександр Леонідович
130. Гамма Микола Опанасович
131. Гамора Віктор Володимирович
132. Гамсахурдія Давид Михайлович
133. Ганага Віталій Олегович
134. Ганиш Михайло[7]
135. Ганін Микола Юрійович
136. Ганічев Андрій Андрійович
137. Ганічев Сергій Олексійович
138. Ганушкевич Станіслав Ростиславович
139. Ганущак Руслан[8]
140. Ганчев Володимир Євгенович
141. Ганя Іван Іванович
142. Ганько Віталій[9]
143. Гаюха Вадим Євгенович[10]

## Гап— Гок
1. Гапак Роман Олександрович
2. Гапей Василь Васильович
3. Гапич Віктор Вікторович
4. Гапиченко Максим Васильович
5. Гапієнко Андрій Ростиславович
6. Гапон Ігор Миколайович
7. Гапоненко Юрій Андрійович
8. Гапонов Олексій Іванович
9. Гапонюк Олександр Валерійович
10. Гапонюк Олександр Петрович
11. Гапченко Богдан Миколайович
12. Гараз Іван Вікторович
13. Гарасимчук Ігор Степанович
14. Гарасимяк Петро Миколайович
15. Гарбар Олександр Сергійович
16. Гарбарчук Тарас Анатолійович
17. Гарбуз Антон Сергійович
18. Гарбуз Ігор[11]
19. Гарбуз Олександр Валентинович
20. Гарбуз Олександр Русланович
21. Гарбузюк Андрій Миколайович
22. Гаркавенко Анатолій Олександрович
23. Гаркавенко Віктор Олександрович
24. Гаркавенко Віталій В'ячеславович
25. Гаркавенко Євген Миколайович
26. Гаркавий Юрій Васильович
27. Гаркуша Богдан Валентинович
28. Гаркуша Олександр Петрович
29. Гаркуша Руслан Євгенович
30. Гаркуша Сергій Вікторович
31. Гаркуша Сергій Іванович
32. Гарманов Максим Петрович
33. Гарматій Володимир Михайлович
34. Гарматюк Олександр Вікторович
35. Гарнага Богдан Павлович
36. Гарчу Олег Дем'янович
37. Гірикович Володимир Миколайович
38. Гасай Петро Володимирович
39. Гасанов Тимур Юсіфович
40. Гаспарян Андраник Георгійович
41. Гаспарян Ігіт Сагателович
42. Гаспарян Сергій Сергійович
43. Гасюк Віталій Аркадійович
44. Гатараняк Олег Євгенович
45. Гафіч Володимир Петрович
46. Гаффаров Андрій Фарідович
47. Гах Роман Васильович
48. Гацько Дмитро Васильович
49. Хвіча Гвінджішвілі[12]
50. Гвоздєв Іван Олексійович
51. Гвоздик Володимир Богданович
52. Гвоздинський Володимир Миколайович
53. Гвоздієвський Сергій Володимирович
54. Гвоздков Олександр Олександрович
55. Гвоздь Сергій Миколайович
56. Гдульський Євгеній Володимирович
57. Гевко Руслан Петрович
58. Гевля Олександр Миколайович
59. Гега Олександр Олександрович
60. Гега Руслан Юрійович
61. Гегечкорі Олег Іродійович
62. Геєр Олексій Олександрович
63. Гейко Володимир Миколайович
64. Гейко Володимир Олександрович
65. Гейко Ігор Тарасович
66. Гейнц Кирило Іванович
67. Гейсун Ігор Володимирович
68. Гелебрант Віктор Васильович
69. Геліконов Володимир Сергійович
70. Гембусь Іван Ярославович
71. Генделяк Сергій Олександрович
72. Геник Степан Миронович
73. Генич Володимир Михайлович
74. Геніш Тимофій Йосипович
75. Гено Борис Олегович
76. Георгієв Дмитро В'ячеславович
77. Гера Володимир Ярославович
78. Гераїмчук Іван Андрійович
79. Герасевич Євген Анатолійович
80. Герасименко Андрій Володимирович
81. Герасименко Валерій Іванович
82. Герасименко Дмитро Дмитрович
83. Герасименко Ігор Леонідович
84. Герасименко Микола Миколайович
85. Герасименко Сергій Володимирович
86. Герасименко Сергій Євгенович
87. Герасимик Дмитро Миколайович
88. Герасимов Олег Васильович
89. Герасимов Сергій Олександрович
90. Герасимович Мирослав[13]
91. Герасимович Петро Сергійович
92. Герасимук Олександр Петрович
93. Герасимчук Вадим Олегович
94. Герасимчук Володимир Степанович
95. Герасимчук Дмитро Миколайович
96. Герасимчук Іван Васильович
97. Герасимчук Іван Миколайович
98. Герасимчук Ігор Васильович
99. Герасимчук Леонід Данилович[14]
100. Герасимчук Марина Павлівна
101. Герасимюк Тарас Павлович
102. Герасіков Євген Михайлович
103. Геращенко Микола Миколайович
104. Герба Віталій Всеволодович
105. Гервас Олег Юрійович
106. Гергель Володимир Петрович
107. Гергерт Андрій Валерійович
108. Герега Дмитро Михайлович
109. Герега Роман Дмитрович
110. Герич Василь Іванович
111. Геріх Владислав Станіславович
112. Герман Віктор Анатолійович
113. Герман Володимир Миколайович
114. Герман Денис Сергійович
115. Герман Михайло Васильович
116. Гермаш Денис Костянтинович
117. Герман Костянтин Дмитрович
118. Геровкін Валерій Євгенович
119. Герук Олег Анатолійович
120. Герус Андрій Андрійович
121. Герус Костянтин Павлович
122. Герус Юрій Миколайович
123. Герцунь Ігор Андрійович
124. Гесінг Андрій Олександрович
125. Гесюк Ігор Ярославович
126. Гетьман Віктор Володимирович
127. Геш Євген Іванович
128. Гибало Ростислав Віталійович
129. Гинда Валерій Васильович
130. Гипик Ярослав Євгенович
131. Гирич Віталій Анатолійович
132. Гиренко Олексій Юрійович
133. Гирман Сергій Миколайович
134. Гичко Олег Сергійович
135. Станіслав Іосіф Гібадулін
136. Гіді Олександр Олександрович
137. Гіз Сергій Романович
138. Гізімчук Володимир Миколайович
139. Гілявський Валерій Михайлович
140. Гіль Юрій Сергійович
141. Гілянчук Юрій Володимирович
142. Гінайло Микола
143. Гінда Іван Ілліч
144. Гіндюк Андрій Олексійович
145. Гінзерський Вадим Миколайович
146. Гінка Назар Петрович
147. Гірин Дмитро Миколайович
148. Гірняк Андрій Володимирович
149. Гірняк Володимир Володимирович
150. Гірняк Михайло Ігорович
151. Гірук Олег Михайлович
152. Гірянський Микола Іванович
153. Гіщин Юрій Дмитрович
154. Гладишев Володимир Миколайович
155. Гладій Андрій Ігорович
156. Гладій Роман Степанович
157. Гладкий Олександр Анатолійович
158. Гладкий Олександр Васильович
159. Гладков Андрій Валерійович
160. Гладков Єгор Геннадійович
161. Гладуш Сергій Сергійович
162. Гладченко Юрій Валерійович
163. Гладченко Юрій Володимирович
164. Гламозда Дмитро Олександрович
165. Глембоцький Андрій[15]
166. Глєбов Валерій Васильович
167. Глєбов Ігор Юрійович
168. Глєбова Анастасія Олексіївна
169. Гливий Сергій Володимирович
170. Глиненко Сергій Анатолійович
171. Глиняний Дмитро В'ячеславович
172. Глоба Євген Олександрович
173. Глобенко Олег Вячеславович
174. Глобенко Олексій Іванович
175. Глодовська Аліна Олександрівна
176. Гломба Роман Михайлович
177. Глондар Сергій Вікторович
178. Глотов Сергій Петрович
179. Глубоков Володимир Петрович
180. Глухов Дмитро Сергійович
181. Глухов Юрій Валерійович
182. Глуходід Олександр Вікторович
183. Глушич Руслан Олегович
184. Глушко Василь Павлович
185. Глушко Олександр Вікторович
186. Глушко Олександр Васильович
187. Глущак Олег Миколайович
188. Глущенко Богдан Володимирович
189. Глущенко Богдан Миколайович
190. Глущенко Григорій Григорович
191. Глущенко Сергій Олександрович
192. Глущенко Юрій Вікторович
193. Гнатенко Анатолій Олексійович
194. Гнатенко Віталій Вікторович
195. Гнатишин Тарас Романович
196. Гнатуша Володимир Юрійович
197. Гнатушок Віталій Миколайович
198. Гнатченко Роман[16]
199. Гнатюк Василь Андрійович
200. Гнатюк Володимир Васильович
201. Гнатюк Володимир Володимирович
202. Гнатюк Дмитро Миколайович
203. Гнатюк Олег Васильович
204. Гнатюк Юрій Вікторович
205. Сергій Гнезділов
206. Гнидий Анатолій Олегович
207. Гнилицький Тарас Володимирович
208. Гнилянський Валерій[17]
209. Гнип Володимир Геннадійович
210. Гнівушевський Ігор Васильович
211. Гнідий Анатолій Олегович
212. Гнітецький Андрій Віталійович
213. Гнітій Олександр Володимирович
214. Гнот Анатолій Іванович
215. Говоруха Олександр Миколайович
216. Говорущенко Сергій Фавстович[18]
217. Дато Гогадзе[19]
218. Міхеіл Гогнадзе
219. Гоголь Максим Миколайович[20]
220. Гоготов Віталій Миколайович
221. Гогусь Тарас Зеновійович
222. Годван Михайло Михайлович
223. Година Андрій Анатолійович[21]
224. Годлевський Олександр Анатолійович
225. Годованець Євген Михайлович
226. Годулян Сергій Валерійович
227. Годунов Микола Вікторович
228. Гоздик Іван Іванович
229. Гойда Михайло Тарасович
230. Гойденко Ярослав Вікторович
231. Гоков Валерій Іванович

## Гол— Гор
1. Голембівський Дмитро Вікторович
2. Голембйовський Руслан Михайлович
3. Голий Віктор Анатолійович
4. Голик Анатолій Михайлович
5. Голик Андрій Павлович
6. Голинський Олександр Анатолійович
7. Голік Руслан Валерійович
8. Голіней Олег Васильович
9. Голінько Марина Іванівна
10. Голішевський Іван Леонідович
11. Голобородько Юрій Миколайович
12. Головань Дмитро Сергійович
13. Головань Євгеній Анатолійович
14. Головатий Богдан Дмитрович
15. Головатий Володимир Васильович
16. Головатий Максим Сергійович
17. Головатюк Роман Юрійович
18. Головацький Віталій Анатолійович
19. Головач Олександр Григорович
20. Головачов Андрій Михайлович[22]
21. Головачук Ігор Валерійович[23]
22. Головаш Богдан Олегович
23. Головашенко Юрій Валентинович
24. Головенко Сергій Олександрович
25. Головецький Євген Миколайович
26. Головецький Костянтин Миколайович
27. Головишин Валентин Валентинович
28. Головін Володимир Сергійович
29. Головін Дмитро Володимирович
30. Головко Анатолій Олександрович
31. Головко Андрій Миколайович
32. Головко Валерій Григорович
33. Головко Віктор Олександрович
34. Головко Володимир Леонідович
35. Головко Дмитро Борисович
36. Головко Дмитро Володимирович
37. Головко Ігор Олегович
38. Головко Олександр Валерійович
39. Головков Андрій Леонідович
40. Головня Андрій Михайлович
41. Головчак Сергій Володимирович
42. Головченко Олександр Вікторович
43. Головянко Денис Олександрович
44. Голоднюк Дмитро Володимирович
45. Голозубов Анатолій Анатолійович
46. Голополосов Юрій Олексійович
47. Голосенко Дмитро Валерійович
48. Голота Володимир Михайлович
49. Голота Іван Іванович
50. Голота Юрій Анатолійович
51. Голтвянський Олег Миколайович
52. Голтвянський Олексій Олегович
53. Голуб Артур Володимирович
54. Голуб Василь Романович
55. Голуб Віталій Анатолійович
56. Голуб Віталій Іванович
57. Голуб Володимир Михайлович
58. Голуб Олег Володимирович
59. Голуб Роман Миронович
60. Голуб Сергій Леонідович
61. Голуб Юрій Григорович
62. Голубенко Роман Ігорович
63. Голубєв Денис Григорович
64. Голубєв Микола Олегович
65. Голубєв Олександр Володимирович
66. Голубєв Сергій Володимирович
67. Голубка Іван Васильович
68. Голубовський Володимир Васильович
69. Голубовський Дмитро Степанович
70. Голубцов Сергій Миколайович
71. Голубченко Сергій Іванович
72. Голубчик Андрій Миколайович
73. Голумбйовський Віктор Павлович
74. Гольченко Ігор Іванович
75. Голядинець Володимир Миколайович
76. Голяк Олександр Йосипович
77. Голяк Сергій Олександрович
78. Голяка Сергій Олегович
79. Голяновський Руслан Вікторович
80. Голяченко Олександр Михайлович
81. Голяченко Ярослав Миколайович
82. Голяш Микола Євгенович
83. Гольченко Ігор Іванович
84. Гомаз Артур Анатолійович
85. Гомоляко Андрій Олексійович
86. Гомонець Микола Пилипович
87. Гонар Андрій Миколайович
88. Гонда Олександр Васильович
89. Гондюк Сергій Ігорович
90. Гонтар Валентин Володимирович
91. Гонтаренко Дмитро Сергійович
92. Гонцов Артур Владиславович
93. Гончар Богдан Олександрович
94. Гончар Борис Миколайович[24]
95. Гончар Євген Вікторович
96. Гончар Володимир Васильович
97. Гончар Максим Сергійович
98. Гончар Михайло Сергійович
99. Гончар Олег Григорович
100. Гончар Руслан Дмитрович
101. Гончаренко Андрій Григорович
102. Гончаренко Богдан Анатолійович
103. Гончаренко Василь Володимирович
104. Гончаренко Дмитро Володимирович
105. Гончаренко Іван Іванович
106. Гончаренко Ігор Андрійович
107. Гончаренко Михайло Андрійович
108. Гончаренко Павло Євгенович
109. Гончаренко Сергій Валерійович
110. Гончар Сергій Володимирович
111. Гончаренко Сергій Миколайович
112. Гончаренко Станіслав Олександрович (військовик)
113. Гончаренко Юрій Володимирович[5]
114. Гончаров Володимир Володимирович
115. Гончаров Євген Анатолійович
116. Гончаров Олег Леонідович
117. Гончаров Олексій Васильович
118. Гончаров Сергій Миколайович
119. Гончарук Андрій Юрійович[25]
120. Гончарук Василь Михайлович
121. Гончарук Віталій Миколайович[26][27]
122. Гончарук Дмитро Дмитрович
123. Гончарук Микола Павлович
124. Гончарук Олег Миколайович
125. Гончарук Юрій Петрович
126. Гопонько Віталій Михайлович
127. Гора Павло Юрійович
128. Горанін Владислав Юрійович
129. Горай Олексій Зигмундович
130. Горайський Юрій Володимирович
131. Горак Євген Ігорович
132. Горб Дмитро Васильович
133. Горб Олег Іванович
134. Горбань Андрій Вікторович
135. Горбань Владислав В'ячеславович
136. Горбань Олександр Вікторович
137. Горбатенко Єгор Володимирович
138. Горбатенко Петро Олександрович
139. Горбатюк Володимир Дмитрович
140. Горбатюк Юрій Володимирович
141. Горбач Віталій Борисович
142. Горбачевський Олександр Любомирович
143. Горбачов Костянтин Миколайович
144. Горбачов Михайло Сергійович (військовик)
145. Горбачов Олександр Васильович
146. Горбачов Олександр Олександрович
147. Горбачов Юрій (спортсмен)
148. Горбейчук Дмитро Васильович
149. Горбенко Андрій Степанович
150. Горбенко Артемій Вікторович
151. Горбенко Артем Юрійович
152. Горбенко Артур Іванович
153. Горбенко Владислав Олександрович
154. Горбенко Ігор Ігорович
155. Горбенко Олександр Анатолійович[28]
156. Горбенко Олександр Олександрович
157. Горбенко Роман Васильович
158. Горбенко Святослав Сергійович
159. Горбенко Сергій Вікторович
160. Горбовець Владислав Сергійович
161. Горбун Сергій Вікторович
162. Горбуненко В'ячеслав Олександрович
163. Горбунов Володимир Володимирович (військовик)
164. Горбунов Ігор Дмитрович
165. Горбунов Едуард Леонідович
166. Горгуль Павло Борисович
167. Горда Анатолій Анатолійович
168. Горденко Любов Олександрівна
169. Гордієвич Ірина Василівна
170. Гордієнко Вадим Миколайович
171. Гордієнко Віталій Олегович
172. Гордієнко Володимир Миколайович
173. Гордієнко Євген Олександрович
174. Гордієнко Олександр Григорович
175. Гордієнко Сергій Миколайович
176. Гордійчук Володимир Іванович
177. Гордійчук Дмитро Федорович
178. Гордійчук Ігор Володимирович
179. Гордійчук Микола Миколайович (військовик)
180. Гордійчук Микола Миколайович (співак і військовик)
181. Гордійчук Олександр Михайлович
182. Гордієнко Серафим Маркович
183. Гордієнко Юлія Андріївна
184. Горелий Василь Володимирович
185. Горенко Євгеній Сергійович
186. Горенко Іван Віталійович
187. Горецький Микола Олександрович
188. Горин Володимир Ігорович
189. Горицький Олександр Михайлович
190. Горін Євген Олександрович
191. Горзов Петро Олександрович
192. Горішній Олександр Петрович
193. Горковський Максим Володимирович
194. Горковчук Максим Вікторович
195. Горкун Віталій Володимирович
196. Горкун Роман Владиславович
197. Горкуненко Дмитро Олександрович
198. Горкуша Павло Васильович
199. Горленко Віталій Анатолійович
200. Горнакашвілі Серго[29]
201. Горнєв Андрій Миколайович
202. Горностаєв Олександр Леонідович
203. Горо Сергій Петрович
204. Горобець Артур Павлович
205. Горобець Віктор Сергійович
206. Горобець Григорій Миколайович
207. Горобець Михайло Юрійович
208. Горобець Руслан Миколайович (військовик)
209. Горобець Руслан Миколайович
210. Горобець Сергій Валерійович
211. Горобинський Олександр Сергійович
212. Горовенко Ігор Сергійович
213. Горовець Юрій Сергійович
214. Городецький Юрій Сергійович
215. Городницький Віктор Іванович
216. Городничев Костянтин Валентинович
217. Городничук Євген Валерійович
218. Городько Олег Вікторович[30] [Архівовано 19 липня 2017 у Wayback Machine.]
219. Горожанкін Анатолій Анатолійович[31]
220. Горох Олександр Вікторович
221. Горохолінський Андрій[32]
222. Горошанський Євген Вікторович
223. Горошанський Олександр Вікторович
224. Горошко Борис Борисович
225. Горошко Владислав Вікторович
226. Горошочок Едуард Юрійович
227. Горпенюк Дмитро Васильович
228. Горпинич Артем Володимирович
229. Горпініч Оксана Леонідівна
230. Горчак Григорій Федорович
231. Горчук Павло Петрович
232. Горяйнов Віталій Федорович
233. Горяйнов Михайло Геннадійович
234. Горян Андрій Іванович
235. Горяний Сергій Петрович
236. Горячевський Олександр Олександрович
237. Горячей Сергій Геннадійович
238. Горячківський Роман Вікторович
239. Горячковський Артем Святославович
240. Горьовий Олег Олександрович

## Гос— Грі
1. Гостіщев Олександр Євгенійович[33]
2. Государський Олександр Леонідович
3. Гофман Ігор
4. Гоян Денис Олександрович
5. Гоцуляк Михайло Васильович
6. Гоцуляк Сергій Євгенович
7. Гоцур Андрій Федорович
8. Гошилик Олександр Вікторович
9. Грабар Андрій Володимирович
10. Грабар Віктор Васильович
11. Грабар Ілля Миколайович
12. Грабар Назар Миколайович
13. Грабар Назар Петрович
14. Грабина Юрій Володимирович
15. Грабовецький Іван Володимирович
16. Грабовий Валерій Миколайович
17. Грабовський Василь Володимирович
18. Грабовський Олександр Вікторович
19. Грабчак Олег Вікторович
20. Грабчак Олег Олександрович
21. Грабченко Денис Валерійович
22. Градиський Володимир Миколайович
23. Грама Олег Анатолійович
24. Грама Руслан Володимирович
25. Гранда Руслан Володимирович
26. Граневський Денис Васильович
27. Гранецька Ольга Леонідівна
28. Гранітний Ярослав Сергійович
29. Гранкін Олександр Юрійович
30. Гранов Костянтин Вячеславович
31. Грановський Андрій Олександрович
32. Грановський Олександр Петрович
33. Гранчар Дмитро Борисович
34. Грасько Олександр Григорович
35. Графа Олександр Іванович
36. Грачов Костянтин Олександрович
37. Грачов Олексій Георгійович
38. Грачов Олексій Сергійович[34]
39. Грачов Сергій Валерійович
40. Грачов Юрій Вікторович
41. Грачов Юрій Олександрович
42. Греба Андрій Володимирович
43. Гребеневич Сергій Іванович
44. Гребенєв Сергій Миколайович
45. Гребеник Максим Анатолійович
46. Гребенкін Олександр Олександрович[35]
47. Гребенченко Віталій Володимирович
48. Гребенщиков Олексій Євгенович
49. Гребенюк Денис Васильович
50. Гребенюк Максим Олегович
51. Гребенюк Олександр Валентинович
52. Гребенюк Олександр Володимирович
53. Гребенюк Олексій Михайлович
54. Гребенюк Сергій Васильович
55. Гребенюк Сергій Миколайович
56. Гребінський Олег Вільямович
57. Греділь Володимир Ярославович
58. Грек Андрій Анатолійович
59. Грек Сергій Анатолійович
60. Грекало Василь Васильович
61. Гресь Віктор Олександрович
62. Греца Богдан Олександрович
63. Грецький Руслан Федорович
64. Грецький Сергій Васильович
65. Гречаний Богдан Сергійович
66. Гречаний Володимир Володимирович
67. Гречаний Олександр Васильович
68. Гречаник Олександр Олександрович
69. Гречаник Олексій Михайлович
70. Гречанов Андрій Анатолійович
71. Гречанюк Радислав Юрійович
72. Греченюк Тарас Миколайович
73. Гречишников Станіслав Сергійович
74. Гречка Василь Васильович
75. Гречко Дмитро Миколайович
76. Гречкосій Владислав Павлович
77. Гречук Олександр Васильович
78. Грешило Олександр Сергійович
79. Гриб Андрій Григорович (2004—2023), уродженець села Горбаків, солдат, нагороджений орденом «За мужність» ІІІ ступеня (посмертно). Загинув у бою 8 лютого 2023 року поблизу села Гряниківка Харківської області[36].
80. Гриб Андрій Михайлович
81. Гриб Ігор Анатолійович
82. Гриб Руслан Миколайович
83. Гриб Юрій Миколайович
84. Грибан Назарій Володимирович
85. Грибанов Олександр Сергійович
86. Грибеник Сергій Вікторович
87. Грибков Сергій Миколайович
88. Грибов Роман Валентинович
89. Григолашвілі Алєко
90. Григор Руслан Петрович
91. Григораш Анатолій Володимирович
92. Григораш Гліб Миколайович
93. Григоревський Олександр Вікторович
94. Григоренко Владислав Олександрович
95. Григоренко Дмитро Андрійович
96. Григоренко Євгеній Анатолійович
97. Григоренко Євген Русланович
98. Григоренко Євген Сергійович
99. Григоренко Сергій Ігорович
100. Григор'єв Василь Леонідович
101. Григор'єв Олександр Олександрович
102. Григоришин Михайло Васильович
103. Григорович Іван Станіславович
104. Григорович Олександр Валентинович
105. Григорюк Кирило Олександрович
106. Гризун Вадим Федорович
107. Грилюк Сергій Михайлович
108. Гримашевич Богдан Петрович
109. Гриневич Валерій Іванович
110. Гриневич Владислав Олександрович
111. Гриник Василь Федорович
112. Гринішак Микола Іванович
113. Гринішак Олег Юрійович
114. Гринцевич Назарій Андрійович
115. Гринчишин Максим Ігорович
116. Гринчук Віталій Миколайович
117. Гринчук Денис Миколайович
118. Гринчук Олександр Миколайович
119. Гринчук Юрій Петрович
120. Гринюк Володимир Володимирович
121. Гринюк Володимир Володимирович (солдат)
122. Гринявський Іван Ігорович
123. Гринь Дмитро Володимирович
124. Гринько Юрій Вікторович
125. Грисюк Олександр Анатолійович
126. Гритчин Юрій Юрійович
127. Грицаєнко Віталій Миколайович
128. Грицаєнко Сергій Анатолійович
129. Грицай Антон Юрійович
130. Грицай Віталій Олександрович
131. Грицай Олександр Васильович
132. Грицан Андрій Володимирович
133. Грицайчук Микола Васильович
134. Грицаюк Олександр Володимирович
135. Грицеляк Юрій Євстахійович (1978—2023), житель с. Горбаків, загинув у боротьбі з російськими окупантами[37].
136. Гриценко Василь Миколайович
137. Гриценко Віталій Володимирович
138. Гриценко Володимир Ігорович
139. Гриценко Денис Володимирович
140. Гриценко Ілля Вікторович
141. Гриценко Максим Віталійович
142. Гриценко Олександр Анатолійович
143. Гриценко Олександр Олександрович
144. Гриценко Роман Володимирович
145. Гриценко Сергій Володимирович
146. Гриценко Сергій В'ячеславович
147. Гриценко Сергій Іванович
148. Грицик Роман Олегович
149. Грицюк Дмитрій Сергійович
150. Грицюк Олександр Костянтинович
151. Гришкевич Богдан Євгенович
152. Грищенко Ігор Миколайович
153. Грищенко Олександр Олександрович
154. Гриценя Олександр Анатолійович
155. Грицик Роман Васильович
156. Грицина Богдан Зіновійович
157. Грицина Ксенія Анатоліївна
158. Грицина Микола Леонтійович
159. Грицишин Віталій Зіновійович
160. Гриців Віталій Ігорович
161. Грицюк Денис[38]
162. Грицюк Михайло Михайлович
163. Гришак Роман Геннадійович
164. Гришечкін Микола Андрійович
165. Гришин Антон Володимирович[28]
166. Гришин Ігор Анатолійович
167. Гришин Павло Олексійович
168. Гришин Сергій Миколайович
169. Гришко Ігор Володимирович
170. Гришко Юрій Васильович[39]
171. Гришков Віктор Олександрович
172. Гришковець Володимир Віталійович
173. Гришуков Олексій Ігорович
174. Гришун Роман Олексійович
175. Грищенко Анатолій Володимирович
176. Грищенко Андрій Миколайович
177. Грищенко Леонід[40]
178. Грищенко Максим Анатолійович
179. Грищенко Олександр Вікторович[28]
180. Грищенко Олександр Сергійович
181. Грищенко Станіслав Валерійович
182. Грищенко Станіслав Миколайович
183. Грищук Вадим Григорович
184. Грищук Максим Олександрович
185. Грищук Сергій Володимирович
186. Грідін Богдан Миколайович
187. Гріднєв Дмитро Сергійович
188. Грідчин Максим Валерійович
189. Гріневич Віктор Миколайович
190. Грінченко Микола Вікторович
191. Грішечкін Ігор Володимирович
192. Грішин Ігор Іванович

## Гро— Гюр
1. Грогуль Андрій Олександрович
2. Гроза Ігор Григорович
3. Грозан Андрій Анатолійович
4. Гром Сергій Михайлович
5. Громадський Євгеній Олегович
6. Громадський Олег В'ячеславович
7. Громко Олександр Миколайович
8. Громовий Володимир Вікторович
9. Громовий Денис Володимирович
10. Громовий Дмитро Геннадійович
11. Громцев Едуард Володимирович
12. Грошев Олександр Іванович
13. Грошов Сергій Леонідович
14. Грубенький Сергій Анатолійович
15. Грубий Анатолій Васильович
16. Грудзевич Олег Петрович
17. Грудій Григорій Петрович
18. Грузевич Олександр Володимирович
19. Грузевич Олександр Степанович
20. Грузін Володимир Олександрович
21. Грунтковський Олег Леонідович
22. Груша Іларіон Володимирович
23. Грушевський Святослав-Андрій Іванович
24. Грушко Роман Миколайович
25. Грюканов Сергій Володимирович
26. Грязєв Андрій Миколайович
27. Грязнов Борис Олегович
28. Грязнов Ілля Олексійович
29. Гряник Олександр Сергійович
30. Губа Олексій Анатолійович
31. Губа Юрій Петрович
32. Губа Яків Миколайович
33. Губанов Денис Борисович
34. Губанов Дмитро[41]
35. Губанов Кирило Борисович
36. Губанов Сергій Леонідович
37. Губар Роман Васильович
38. Губаренко Ігор Сергійович
39. Губарчук Володимир Михайлович
40. Губарєв Дмитро Валерійович
41. Губенко Віталій Анатолійович
42. Губриченко Михайло Михайлович
43. Губський Андрій Володимирович
44. Губський Сергій Миколайович
45. Гувір Сергій Іванович
46. Гугленко Віктор Володимирович
47. Заза Гугунава
48. Гудаченко Олександр Сергійович
49. Гудзовський Марк Сергійович
50. Гудзь Андрій Миколайович
51. Гудзь Валерій Федорович
52. Гудзь Микола Васильович
53. Гудзь Михайло Сергійович
54. Гудзь Олег Володимирович
55. Гудим Богдан Іванович
56. Гудименко Юрій Володимирович
57. Гуділов Євген Володимирович
58. Гудько Володимир Володимирович
59. Гузенко Сергій Олександрович
60. Гузієнко Федір Михайлович
61. Гузій Володимир Андрійович
62. Гузійов Ігор Іванович
63. Гузовський Олександр Валерійович
64. Гузь Віталій Анатолійович
65. Гуйт Олег Олегович
66. Гук Андрій Мирославович
67. Гук Вадим В'ячеславович
68. Гук Петро Богданович
69. Гук Станіслав Михайлович
70. Гукаленко Володимир Васильович
71. Гукало Василь Михайлович
72. Гула Володимир Іванович
73. Гулай Андрій Володимирович
74. Гуламов Абдулкарім Курбаналійович
75. Гуленко Павло Леонідович[28]
76. Гуленков Станіслав[42]
77. Гулевич Євген Васильович
78. Гуленков Станіслав Ігорович[43]
79. Гулий Володимир Миколайович
80. Гулик Артур Ярославович
81. Гулик Юрій[44]
82. Гулідов Сергій Анатолійович
83. Гуліков Віктор Сергійович
84. Гулов Владислав Олегович
85. Гултур Денис Анатолійович
86. Гулюк Сергій Миколайович
87. Гулькевич Володимир Володимирович
88. Гулькевич Олександр Володимирович
89. Гулько Олег Васильович
90. Гулько Олег Олегович
91. Гулько Ярослав В'ячеславович
92. Гульченко Олександр Миколайович
93. Гульченко Сергій Миколайович
94. Гульцьо Артем Андрійович
95. Гулюк Сергій Миколайович
96. Гуляєв Віталій Анатолійович
97. Гуляк Володимир Миколайович
98. Гуляк Юрій Васильович
99. Гульчук Юрій Миколайович
100. Астамур Гумба
101. Гумен Сергій Анатолійович
102. Гуменний Володимир Олександрович
103. Гуменний Руслан Петрович
104. Гуменник Сергій Миколайович
105. Гуменюк Андрій
106. Гуменюк Андрій Сергійович
107. Гуменюк Борис Борисович
108. Гуменюк Віктор Олександрович
109. Гуменюк Володимир Володимирович
110. Гуменюк Денис Миколайович
111. Гуменюк Костянтин Віталійович
112. Гуменюк Микола Олександрович
113. Гуменюк Наталя Костянтинівна
114. Гуменюк Олег Мирославович
115. Гуменюк Олександр Глібович
116. Гуменюк Олександр Леонідович
117. Гуменюк Олександр Олександрович
118. Гуменюк Олександр Павлович
119. Гуменюк Тетяна Віталіївна
120. Гуменюк Юрій Миколайович
121. Гундер Сергій Михайлович
122. Гунько Володимир Васильович
123. Гунько Олег Володимирович
124. Гунько Сергій Володимирович
125. Гунько Степан Романович
126. Гунько Юліан Олександрович
127. Гупалюк Юрій Ігорович
128. Гура Дмитро Іванович
129. Гура Юрій Сергійович
130. Гураль Віталій Олегович
131. Гурбич Микола Іванович
132. Гур'янов Фідель Іванович
133. Гургіш Андрій Андрійович
134. Гурдя Олег Володимирович
135. Гур'єв Тарас Анатолійович
136. Гурєєв Олексій Олегович
137. Гуреля Максим Володимирович
138. Гурин Микола Іванович
139. Гурін Руслан Іванович
140. Гурін Сергій Геннадійович
141. Гурінович Роман Юрійович
142. Гурічев Андрій Вікторович
143. Гурмус Богдан Іванович
144. Гурняк Віктор Петрович
145. Гурняк Володимир Ярославович
146. Гуров Сергій В'ячеславович
147. Гурський Віталій Павлович
148. Гурський Тарас Теодорович
149. Гурський Юрій Олександрович
150. Гуртов Олексій Анатолійович
151. Гуртовий Андрій Андрійович
152. Гуртовий Олексій Сергійович
153. Гуртяк Юрій Олександрович
154. Гурцкая Давид Кобович
155. Гурчик Ігор Миколайович
156. Гусак Віталій Васильович
157. Гусак Юрій Сергійович[45]
158. Гусаков Віталій Олександрович
159. Гусар Василь Петрович
160. Гусар Володимир Михайлович
161. Гусаревич Іван Володимирович
162. Гусейнов Артем Русланович
163. Гусейнов Владислав Тофікович
164. Гусейнов Руслан Абасович
165. Гусєв Андрій Валерійович
166. Гусєв Віталій Олександрович[46][47]
167. Гуссіді Сергій Миколайович
168. Гутаров Дмитро[17]
169. Гутнік Олексій Геннадійович
170. Гутнік-Залужний Іван Вікторович
171. Гуть Олег Григорович
172. Гуц Сергій Сергійович
173. Гуцал Андрій Дмитрович
174. Гуцаленко Микола Віталійович
175. Гуцан Максим Ілліч
176. Гуцол Лариса Миколаївна
177. Гуцол Олег Вікторович
178. Гуцол Олександр Іванович
179. Гуцол Олексій Михайлович
180. Гуцул Володимир Олександрович
181. Гуцул Едуард Григорович
182. Гуцуляк Василь Іванович
183. Гушан Іван Георгійович
184. Гущин Ігор Валерійович
185. Гюрджієв Олександр Русланович

## Ґ
1. Ґудзик Дмитро Васильович